# Bryum roscheri
Bryum roscheri är en bladmossart som beskrevs av Paul Pablo Günther Lorentz 1864. Bryum roscheri ingår i släktet bryummossor, och familjen Bryaceae. Inga underarter finns listade i Catalogue of Life.